# Masayoshi Ito
Masayoshi Ito (伊東正義, Itō Masayoshi) (15 de dezembro de 1913 - 20 de maio de 1994) foi um político japonês. Após a morte de Masayoshi Ōhira, em 1980, assumiu por alguns dias como primeiro-ministro do Japão. Era ministro das Relações Exteriores do Japão.